# Leptopharsa clitoriae
Leptopharsa clitoriae är en insektsart som först beskrevs av Heidemann 1911.  Leptopharsa clitoriae ingår i släktet Leptopharsa och familjen nätskinnbaggar. Inga underarter finns listade i Catalogue of Life.